# Ді-Каб (Нью-Йорк)
Ді-Каб (англ. De Kalb) — місто (англ. town) в США, в окрузі Сент-Лоуренс штату Нью-Йорк. Населення — 2375 осіб (2020).

## Демографія
Згідно з переписом 2010 року, у місті мешкали 2434 особи в 856 домогосподарствах у складі 618 родин. Було 965 помешкань
Расовий склад населення:
| - 97,6 % — білих - 0,5 % — корінних американців - 0,5 % — чорних або афроамериканців - 0,1 % — азіатів |

До двох чи більше рас належало 1,1 %. Частка іспаномовних становила 1,3 % від усіх жителів.
За віковим діапазоном населення розподілялося таким чином: 29,0 % — особи молодші 18 років, 59,0 % — особи у віці 18—64 років, 12,0 % — особи у віці 65 років та старші. Медіана віку мешканця становила 36,5 року. На 100 осіб жіночої статі у місті припадало 103,9 чоловіків;  на 100 жінок у віці від 18 років та старших — 102,5 чоловіків також старших 18 років.
Середній дохід на одне домашнє господарство  становив 59 120 доларів США (медіана — 50 298), а середній дохід на одну сім'ю — 60 415 доларів (медіана — 56 007). Медіана доходів становила 44 821 долар для чоловіків та 33 869 доларів для жінок. За межею бідності перебувало 23,0 % осіб, у тому числі 43,4 % дітей у віці до 18 років та 9,8 % осіб у віці 65 років та старших.
Цивільне працевлаштоване населення становило 832 особи. Основні галузі зайнятості: освіта, охорона здоров'я та соціальна допомога — 18,9 %, будівництво — 14,5 %, публічна адміністрація — 13,9 %.